# Wellbeing

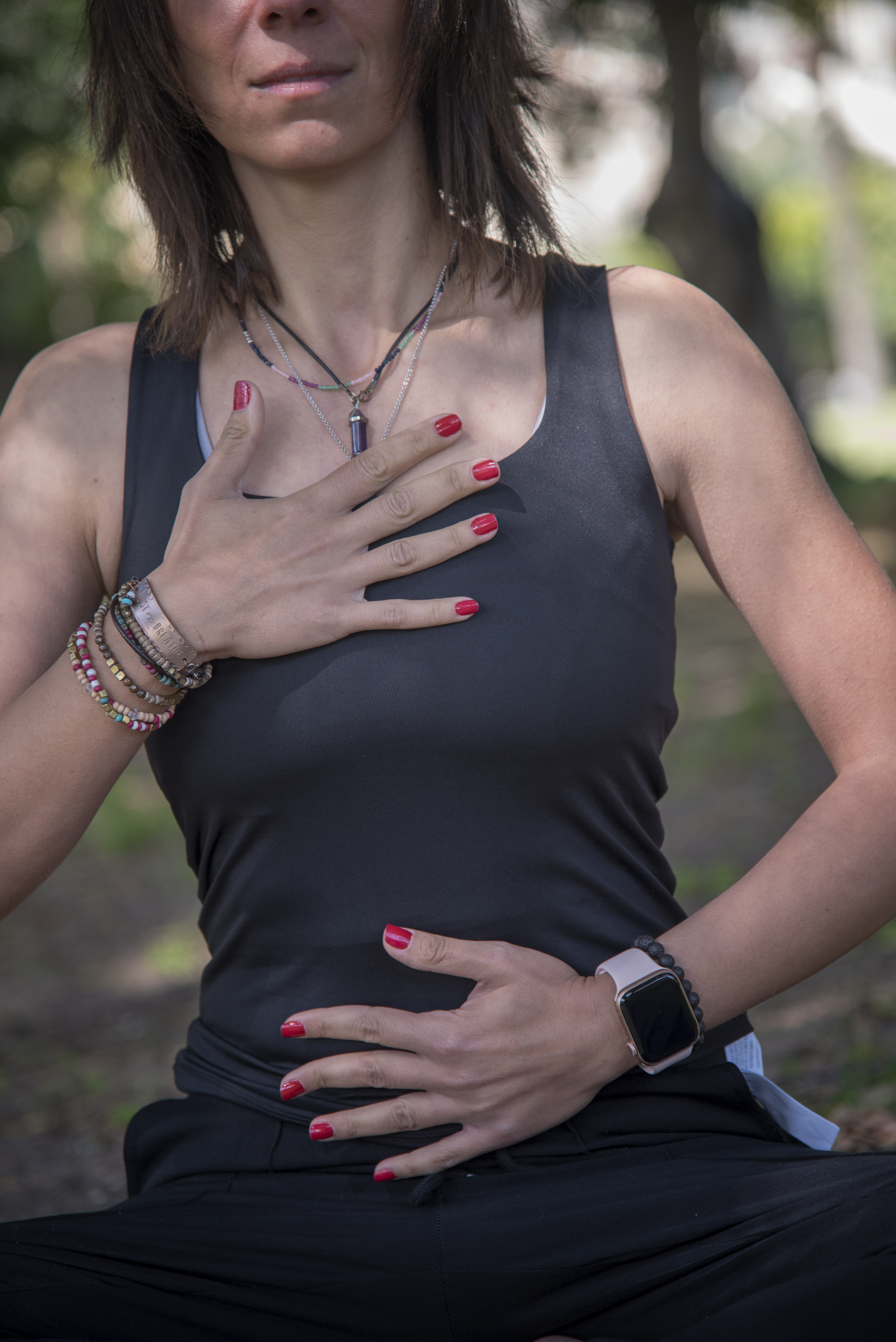

Wellbeing nebo well-being, často označován také jako celková či osobní pohoda, je anglický termín, který označuje celkový stav fyzického, duševního a emocionálního zdraví a pohody člověka. Jedná se o komplexní a multidimenzionální koncept, který zahrnuje různé aspekty lidského života a zdraví a zasahuje do řady společenských i přírodovědních oborů (psychologie, filozofie, sociologie, pedagogiky a lékařských vědních disciplín). Tento termín se stal klíčovým ve snaze lépe porozumět a definovat kvalitu života, a to nejen z hlediska nepřítomnosti nemocí, ale také z perspektivy celkového štěstí a spokojenosti. Je to neustále se vyvíjející oblast, která má hluboký vliv na kvalitu života jednotlivců i společností. Vědecký výzkum a snaha integrovat wellbeing do různých oblastí života pomáhají lépe porozumět tomu, jak podpořit zdraví, štěstí a spokojenost lidí.
Podpora wellbeingu občanů má mnoho výhod a pozitivních dopadů na společnost a ekonomiku. Zlepšení wellbeingu má vliv na fyzické a duševní zdraví obyvatel. Zdravější populace má nižší náklady na zdravotní péči, což může ušetřit vládám peníze a zlepšit celkovou kvalitu zdravotní péče. Zlepšení wellbeingu může také snížit potřebu sociální podpory a dávek, protože lidé budou více soběstační a méně závislí na státní pomoci. Lidé s vyšším wellbeingem jsou často produktivnější a angažovanější v práci, což mimo jiné přispívá k ekonomickému růstu země. Zlepšený wellbeing může snižovat míru kriminality a sociálních konfliktů. Společnosti s vyšším wellbeingem mají tendenci být stabilnější a mírumilovnější.

## Definice
Přestože je wellbeing předmětem odborného výzkumu již několik desetiletí a předpokládá se, že hraje zásadní roli při prevenci duševních onemocnění, zejména deprese, neexistuje jeho jednotná definice.  Panuje však obecná shoda, že tento pojem zahrnuje minimálně přítomnost pozitivních emocí a nálad (např. spokojenost, štěstí), nepřítomnost negativních emocí (např. deprese, úzkost), spokojenost se životem, pocit naplnění a pozitivní fungování. Zjednodušeně lze wellbeing popsat jako pozitivní hodnocení života a dobrý pocit. V pozdější době se použití pojmu pohoda rozšířilo i na negativní aspekt, wellbeing tedy může být pozitivní nebo negativní.
Světová zdravotnická organizace (WHO) wellbeing definuje jako „Stav životní pohody, v níž každý jedinec realizuje svůj vlastní potenciál, dokáže se vyrovnat s běžnými stresy života, dovede pracovat produktivně a užitečně a je schopen přispět k rozvoji své komunity.“
Ve filozofii wellbeing nejčastěji označuje něco, co je pro člověka vnitřně cenné, tedy něco, co je pro něj v konečném důsledku dobré, co je v jeho vlastním zájmu.
V České republice vznikla iniciativa Partnerství pro vzdělávání 2030+, která se zabývá problematikou wellbeingu ve škole. Podle ní je wellbeing „stav, ve kterém můžeme v podporujícím a podnětném prostředí plně rozvíjet svůj fyzický, kognitivní, emocionální, sociální a duchovní potenciál a žít spolu s ostatními plnohodnotný a spokojený život.“

## Hlavní složky wellbeingu

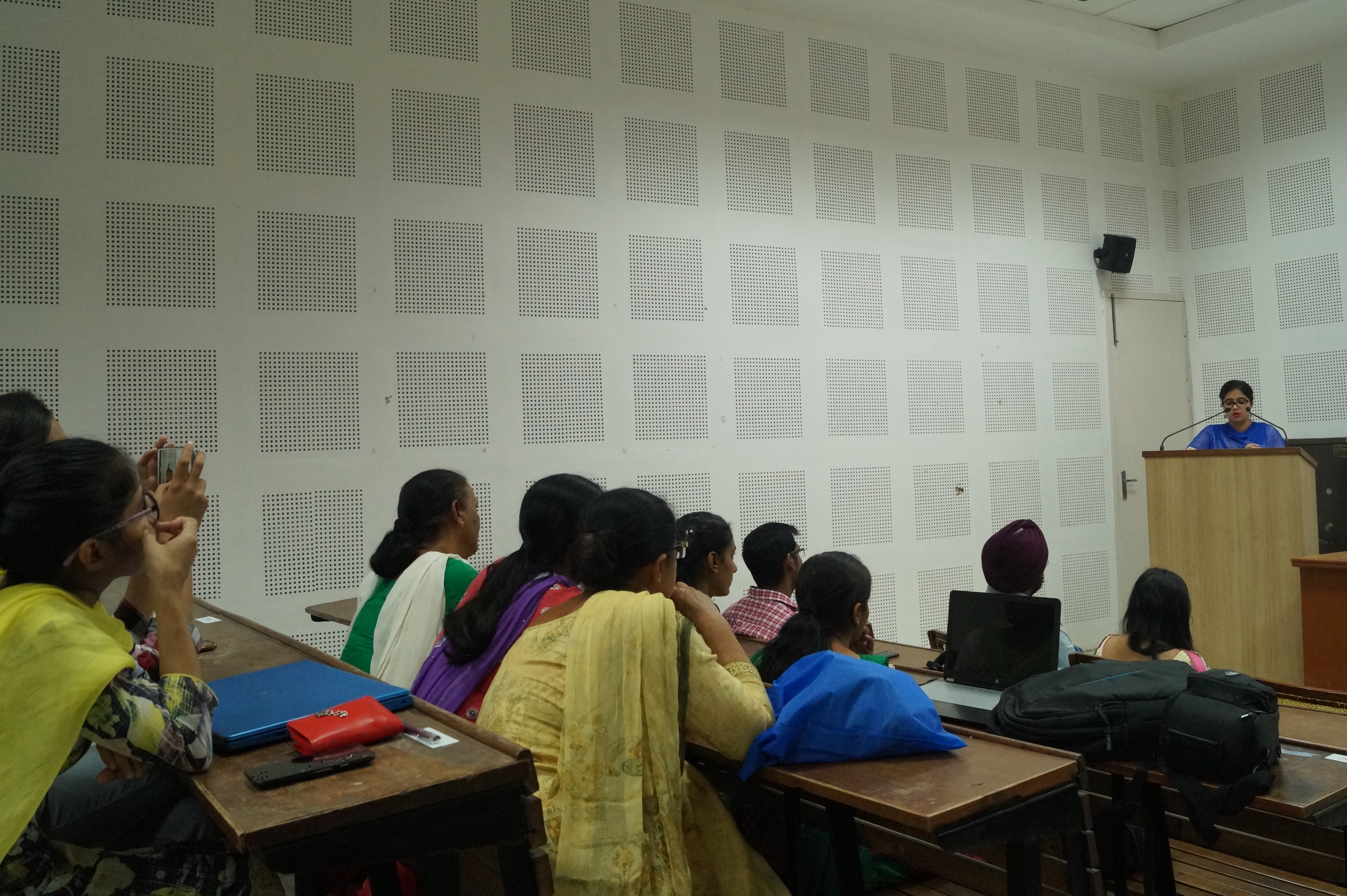
Přednáška o wellbeingu pro ženy na Pandžábské univerzitě

Výzkumníci z různých oborů zkoumali různé aspekty wellbeingu jako fyzickou, ekonomickou, sociální, emocionální a psychickou pohodu, životní spokojenost, zapojování do činností a práce, osobní rozvoj a aktivitu.
Mezi klíčové složky wellbeingu patří:
- Fyzické zdraví – zahrnuje aspekty jako dobrá fyzická kondice, péče o tělo a propojení s psychosomatikou, stravovací návyky, spánek a prevence zdravotních problémů ale též cirkadiánní rytmy.
- Duševní nebo emocionální pohoda – týká se stavu duševního zdraví, psychické odolnosti a schopnosti vyrovnávat se s emocionálními výzvami, spadá sem také motivace, přesvědčení, předsudky, stresory a limity jedince.
- Sociální vztahy – obnáší vztahy k sobě samému a sociální interakce s rodinou, přáteli a komunitou, partnerství, životní styl, společné hodnoty, sociální role, tradice a postoje.
- Duchovní rozměr – jde o hledání smyslu života, životního záměru, kam směřujeme a hlubšího spojení s vnitřními hodnotami, s přírodou a s celkem.
- Intelektuální wellbeing – dosahování cílů, osobního rozvoje, pocitu spokojenosti a smysluplného života díky znalostem, dovednostem a praktické zručnosti.
- Okolní prostředí – kvalita prostředí, v němž žijeme a pracujeme, zahrnuje fyzické prostředí a také kulturní, sociální a ekonomické faktory.
- Finanční wellbeing – materiální zajištění přispívá k naší pohodě, neplatí však přímá úměra, že čím víc peněz a hmotných statků tím je člověk šťastnější, nad určitou hranici se již pocit štěstí a pohody nezvyšuje.
- Digitální wellbeing – jedná se o novodobou záležitost, čas strávený konkrétními aktivitami v digitálním prostoru ovlivňuje naše zdraví a pohodu.

Různé formy pohody, jako je duševní, fyzická, ekonomická nebo emocionální pohoda, jsou často úzce propojeny. Například zlepšení fyzické pohody (např. omezením nebo ukončením závislosti) je spojeno se zlepšením emoční pohody, zlepšení ekonomické pohody (např. dosažení většího bohatství) bývá spojeno s lepší emoční pohodou, a to i v nepříznivých situacích jako byla například pandemie covidu. Pohoda hraje ústřední roli v etice, protože to, co by měl člověk dělat, závisí alespoň do určité míry na tom, co by někomu zlepšilo nebo zhoršilo život.

## Způsoby hodnocení wellbeingu
Měření wellbeingu je komplexní činnost, která často kombinuje různé metody a ukazatele, aby poskytla celkový obraz pohody jednotlivců a skupin. Různé metody jsou vhodné pro různé situace a cíle měření.
Společným tématem, které se objevuje v různých definicích pojmu wellbeing, je „cítit se dobře a dobře fungovat“. Tato široká definice zahrnuje vlastní životní zkušenosti jednotlivce a porovnání jeho životních podmínek se společenskými normami a hodnotami. Subjektivní a objektivní wellbeing jsou dva různé přístupy k měření a hodnocení celkové pohody a kvality života lidí. Každý z těchto přístupů zohledňuje různé aspekty a perspektivy wellbeingu a vzájemně se doplňují. Hodnocení wellbeingu obvykle zahrnuje subjektivní i objektivní aspekty, které mohou být vzájemně propojené.

### Subjektivní wellbeing
Subjektivní wellbeing klade důraz na individuální vnímání a je více založen na emocionálních a psychologických aspektech. Zaměřuje se na vnímání a hodnocení pohody jednotlivce z jeho vlastního pohledu. Jedná se o subjektivní hodnocení toho, jak člověk sebe sama a svůj život vnímá a obvykle se jedná o vlastní hodnocení pohody získané prostřednictvím dotazníků.
Subjektivní wellbeing se obvykle měří pomocí sebehodnocení. Subjektivní wellbeing (nebo osobní pohoda) se měří tak, že se lidí přímo ptáme, co si myslí a jak se cítí ohledně své vlastní životní pohody, a zahrnuje aspekty, jako je hodnocení životní spokojenosti, pozitivní emoce (hedonismus) a to, zda je jejich život smysluplný (eudemonismus).
Jedním z ověřených nástrojů pro sledování subjektivní duševní pohody v obecné populaci a pro hodnocení projektů, programů a politik, jejichž cílem je zlepšit duševní pohodu, je Warwick-Edinburská škála duševní pohody (Warwick-Edinburgh Mental Wellbeing Scale, WEMWBS).

### Objektivní wellbeing
Objektivní wellbeing je více založený na empirických datech a měřitelných ukazatelích a zaměřuje se na vnější podmínky a faktory, které mohou ovlivnit kvalitu života. Je tedy spíše zástupným měřítkem založeným na předpokladech o základních lidských potřebách a právech, jako je přiměřená strava, fyzické zdraví, vzdělání a bezpečí. Může zahrnovat vnější faktory, které lze kvantifikovat a porovnávat mezi různými lidmi nebo skupinami.
Objektivní wellbeing se měří pomocí konkrétních měřitelných faktorů, jako je očekávaná délka života, příjem domácnosti, vzdělání, míra nezaměstnanosti, kriminalita v sousedství, míra úmrtnosti a další. Zmíněné ukazatele poskytují objektivní pohled na materiální a sociální aspekty wellbeingu.

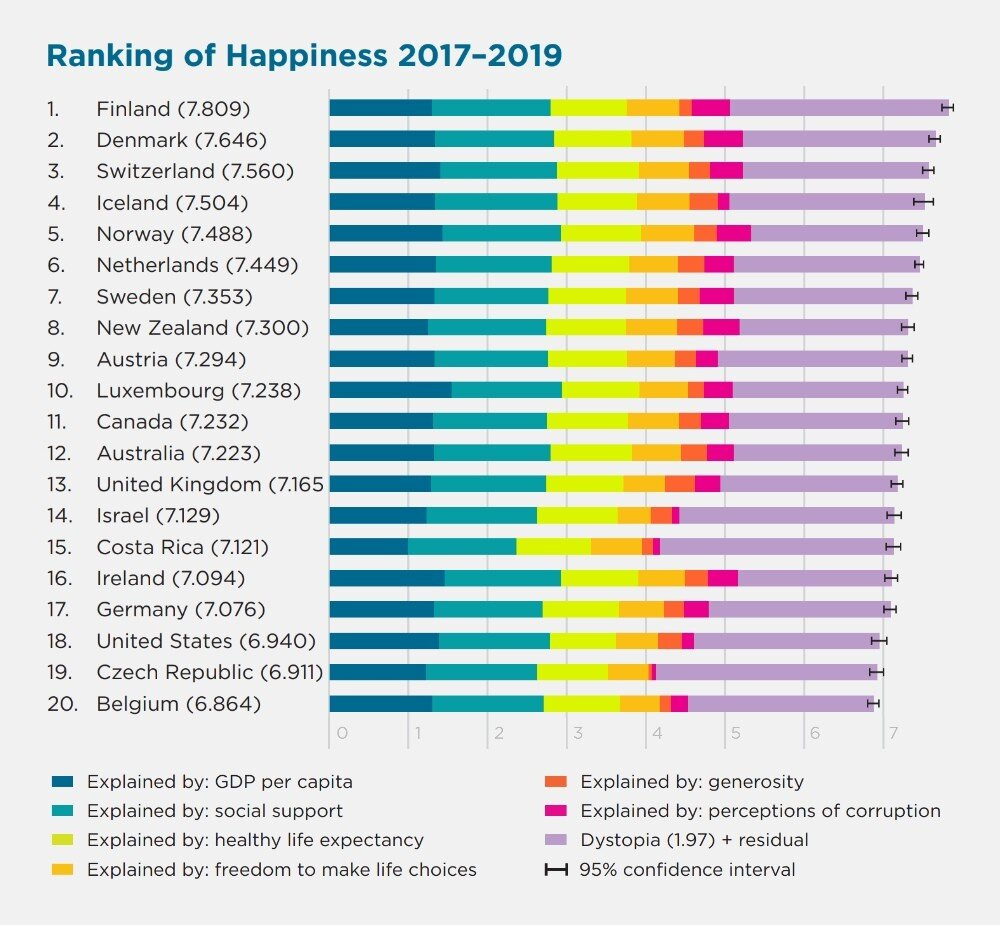
World Happiness Report 2020

### Wellbeing Indexy
Tyto indexy kombinují několik různých ukazatelů wellbeingu do jednoho celkového ukazatele, například World Happiness Report, který hodnotí štěstí a wellbeing v jednotlivých zemích na základě různých faktorů, nebo Better Life Index Organizace pro hospodářskou spolupráci a rozvoj (OECD), který porovnává blahobyt v jednotlivých zemích na základě 11 oblastí týkajících se materiálních životních podmínek a kvality života, jež OECD považuje za zásadní.
Pětipoložkový index Světové zdravotnické organizace Well-Being Index (WHO-5) je krátká a obecná globální hodnotící škála měřící subjektivní pohodu.

## Wellbeing jednotlivců
Wellbeing neznamená jen nepřítomnost nemocí, ale spíše aktivní péči o celkovou kvalitu života. Lidé se snaží dosahovat stavu celkové pohody prostřednictvím různých strategií, jako cvičení, relaxace, péče o duševní zdraví, vytváření pozitivních vztahů a podpora osobního rozvoje.
V roce 2008 identifikovala organizace New Economics Foundation pět opatření, která mohou lidé v každodenním životě dodržovat, aby zlepšili svou pohodu, a která jsou známá jako 5 způsobů, jak dosáhnout pohody – propojit se, být aktivní, všímat si, učit se a dávat. Tato opatření se uplatňují v řadě oblastí veřejného zdraví. Ačkoli jde o velmi široké pojmy, které lze subjektivně interpretovat a které zahrnují libovolný počet činností, je 5 způsobů, jak dosáhnout dobré pohody, užitečným nástrojem pro podnícení diskuse o dobré pohodě a veřejném duševním zdraví a pro to, aby se jednotlivci mohli zamyslet nad způsoby, jak zlepšit svou vlastní pohodu.

## Wellbeing ve společnosti
Koncept wellbeingu má široký vliv na různé aspekty společnosti. Zahrnuje oblasti jako jsou zdravotnictví, vzdělání, pracovní prostředí a politiku. Společnosti se stále více snaží začlenit wellbeing do svých politik a strategií s cílem zlepšit kvalitu života obyvatel a podpořit udržitelný rozvoj.
Jednotlivé státy se výrazně liší v úrovni wellbeingu. Ekonomicky rozvinutější země, které mají efektivní vlády s nízkou mírou korupce a vysokou míru důvěry a mohou uspokojit základní potřeby občanů ohledně potravin a zdraví, obvykle dosahují vyšší úrovně wellbeingu. V odhadech blahobytu v jednotlivých zemích hrají roli také kulturní faktory (např. individualismus vs. kolektivismus, společenské normy).

### Wellbeing v České republice
Několik zemí, včetně Spojených arabských emirátů, Nového Zélandu, Německa, Kanady a Velké Británie, se zaměřuje na vlastní strategie wellbeingu. To znamená, že tyto země aktivně pracují na vytváření politik a programů, které mají za cíl zlepšit kvalitu života svých občanů a jejich pohodu.
V České republice zatím vládní představitelé k podobným krokům nepřistoupili. Podle World Happiness Report z roku 2023, který srovnává 149 zemí z hlediska štěstí a wellbeingu svých obyvatel, se Česká republika umístila na 18. místě. Na předních příčkách tohoto žebříčku jsou Finsko, Dánsko a Island, naopak, země jako Afghánistán, Libanon a Sierra Leone a se umístily na spodních příčkách.

### Wellbeing ve škole
Školy se v minulosti zaměřovaly pouze na získávání znalostí a vzdělání, ale nyní se mnohé snaží soustředit také na vhodné podmínky pro dítě, příznivé vztahy, sociální trénink, různorodý přístup k učení a zlepšení prospívání dítěte. Wellbeing ve školách zahrnuje péči o duševní zdraví studentů, podporu fyzické aktivity, vytváření bezpečného prostředí, rozvoj sociálních dovedností a podporu osobního růstu. Tím se má zajistit, že školy nejen poskytují vzdělání, ale také přispívají k celkové pohodě a rozvoji mládeže.
V České republice se problematice wellbeingu ve škole věnuje Partnerství pro vzdělávání 2030+, které sdružuje 22 organizací a aktivně podporuje naplnění cílů vymezených ve Strategii vzdělávací politiky ČR do roku 2030 a snaží se tak zlepšit učení a wellbeing dětí a snížit nerovnosti v českých školách.

### Wellbeing na pracovišti
Stále více organizací se zajímá o wellbeing svých zaměstnanců na pracovišti. Dobrá osobní pohoda zaměstnanců totiž přímo ovlivňuje hospodářský výsledek zaměstnavatele. Lidé s vysokou mírou osobní pohody si berou méně dní nemocenské, jsou v práci více motivováni a angažováni, podávají vyšší výkon a mohou lépe plnit své pracovní povinnosti a mají také nižší míru vyhoření a fluktuace.
Na pracovní wellbeing má vliv řada faktorů jako způsob, jakým zaměstnanci vnímají a charakterizují své pracovní prostředí (sociální atmosféra), týmová práce, respekt a důvěra, podpora managementu, komunikace a pracovní zátěž.

## Teoretické koncepty
Existují různé teorie wellbeingu, které se snaží vysvětlit, jakým způsobem lidé dosahují a prožívají pohodu a kvalitu života. V odborné literatuře najdeme dva hlavní teoretické přístupy k pojetí wellbeingu – hédonický a eudaimonický.

### Hédonický přístup
Podle něj míra pohody člověka závisí na jeho subjektivních duševních stavech a postojích. Hédonický přístup se zaměřuje primárně na štěstí, hlavním cílem života je získávat potěšení a vyhýbat se bolesti.

### Eudaimonický přístup
Soustředí se především na smysluplný život ve vztahu ke společenským hodnotám, na seberealizaci a na vnímání sebe sama jako plně funkční osobnosti prostřednictvím internalizovaného stavu pozitivního fungování, spokojenosti, autonomie a homeostázy. Protože eudaimonia je často vnímána jako explicitně morální záležitost, štěstí nelze dosáhnout bez toho, aby člověk usiloval o mravní dobro.

## Modely wellbeingu

### Dienerův model subjektivní pohody
Dienerův trojstranný model subjektivní pohody je jedním z nejkomplexnějších modelů pohody v psychologii. Edward Diener v roce 1984 stanovil tři odlišné, ale často související složky pohody: časté pozitivní emoce (positive affect), ojedinělé negativní emoce (negative affect) a kognitivní hodnocení, jako je životní spokojenost. Model klade důraz na subjektivní hodnocení a emocionální zážitky a zahrnuje dlouhodobý emoční stav, ve kterém je reflektována spokojenost jedince s jeho životem.

### Šestifaktorový model osobní pohody
Psycholožka Carol Ryff navrhla jeden z prvních systematických modelů osobní pohody, který zůstává jedním z nejvíce vědecky ověřených a empiricky přesných. Od jiných modelů se liší v jednom důležitém ohledu: pohoda je vícerozměrná a nejedná se pouze o štěstí nebo pozitivní emoce. Dobrý život je vyvážený a celistvý a zahrnuje různé aspekty pohody, místo aby byl úzce zaměřený.
Model se skládá ze šesti složek:
1. Sebepřijetí – pozitivní postoj k sobě, přijetí různých aspektů sebe, dobrých i špatných, srozumění s vlastní minulostí,
2. Osobní rozvoj – pocit trvalého vývoje, otevřenost novému, bez pociťování nudy a stagnace, schopnost vidět pozitivní změny vlastního já a chování,
3. Smysl života – pocit, že život minulý i přítomný má smysl, směřování k dosažení cílů,
4. Zvládání životního prostředí – pocit kompetence při zvládání každodenních nároků, přehled o tom, co se děje v okolním prostředí, schopnost vidět příležitosti a využít dění pro vlastní cíle a potřeby,
5. Autonomie – schopnost odolat sociálním tlakům, zachovat si vlastní názor a jednání, nezávislost na hodnocení a očekávání druhých,
6. Pozitivní vztahy s ostatními – vřelé uspokojující vztahy s druhými, zájem o blaho druhých, schopnost empatie

### Keyesův model duševní pohody
Podle Coreyho Keyese má duševní pohoda tři složky, a to emoční neboli subjektivní pohodu (nazývanou také hédonická pohoda), psychickou a sociální pohodu (společně nazývané také eudaimonická pohoda). Emoční pohoda se týká subjektivního pocitu pohody, zatímco psychická a sociální pohoda se zaměřuje na dovednosti, schopnosti a psychologické a sociální fungování.

### Seligmanův model duševní pohody
Uznávaný pozitivní psycholog Martin Seligman vyvinul a publikoval svůj model duševní pohody v knize Vzkvétání: Nové poznatky o podstatě štěstí a duševní pohody (v originále Flourish: A Visionary New Understanding of Happiness and Well-being, 2011).
Model sestává z pěti prvků pod akronymem PERMA, kterými jsou:
- pozitivní emoce (Positive Emotion)
- zaujetí činností (Engagement)
- pozitivní vztahy (Relationship)
- smysluplnost (Meaning)
- úspěšný výkon (Accomplishment)

Podle Seligmana je pět základních prvků modelu PERMA tím, co lidé potřebují k dosažení zdravého pocitu životní pohody, naplnění a spokojenosti, které mohou vést k nalezení skutečného smyslu života.

### Duševní bohatství
Diener spolu se synem Robertem Biswas-Dienerem vytvořili koncept duševního bohatství (psychological wealth), který údajně značně přesahuje dosavadní chápání osobní pohody. Dle autorů duševní bohatství zahrnuje zdraví, spirituální rozvoj, sociální vztahy, smysluplnou práci, pozitivní pohled do budoucna a materiální zdroje.

### Síťový model
Filozof Michael Bishop v knize The Good Life (Dobrý život) navrhl nový přístup ke zkoumání povahy pohody a nový kauzální síťový model pohody. Při vytváření své teorie využívá nejen filozofické metody a poznatky, ale také vědecké poznatky, konkrétně pozitivní psychologii. Popisuje pohodu jako existenci sítě pozitivních pocitů, postojů, chování, vlastností a úspěchů: pozitivní kauzální sítě. Když se vám daří dobře, jste začleněni do sebeposilující sítě pozitivních vnitřních a vnějších stavů a událostí, když se vám daří špatně, jste chyceni ve „vyjetých kolejích“ nebo v „bludném kruhu“ negativních interakcí.

### Biopsychosociální model
George Engel zpochybnil v roce 1977 biomedicínský přístup, protože přikládal malý význam některým faktorům, jako přesvědčení, výchova, trauma atd., a kladl hlavní důraz na biologii. Biopsychosociální model nahrazuje biomedicínský model pohody a klade důraz na modifikovatelné složky potřebné k tomu, aby měl jedinec pocit pohody. Jedná se o tyto složky:
- zdravé prostředí (fyzické, sociální, kulturní a ekonomické)
- vývojové kompetence (zdravá identita, regulace emocí a chování, mezilidské dovednosti a dovednosti řešit problémy)
- pocit sounáležitosti
- zdravé chování (spánek, výživa, pohyb, příjemné a zvládnuté činnosti)
- zdravé zvládání problémů
- odolnost (uznání vlastní vrozené odolnosti)
- léčba nemocí (včasná léčba fyzických a psychických nemocí)